# نورثروپ ام۲-اف۳
نورثروپ ام۲-اف۳ (به انگلیسی: Northrop M2-F3) یک هواپیمای ساختِ کارخانهٔ نورثروپ در کشور ایالات متحده آمریکا است. نخستین استفاده‌کنندهٔ این هواپیما ناسا بوده‌است. این هواپیما برای نخستین بار در ۲ ژوئن ۱۹۷۰ میلادی مورد استفاده قرار گرفت.

## نگارخانه

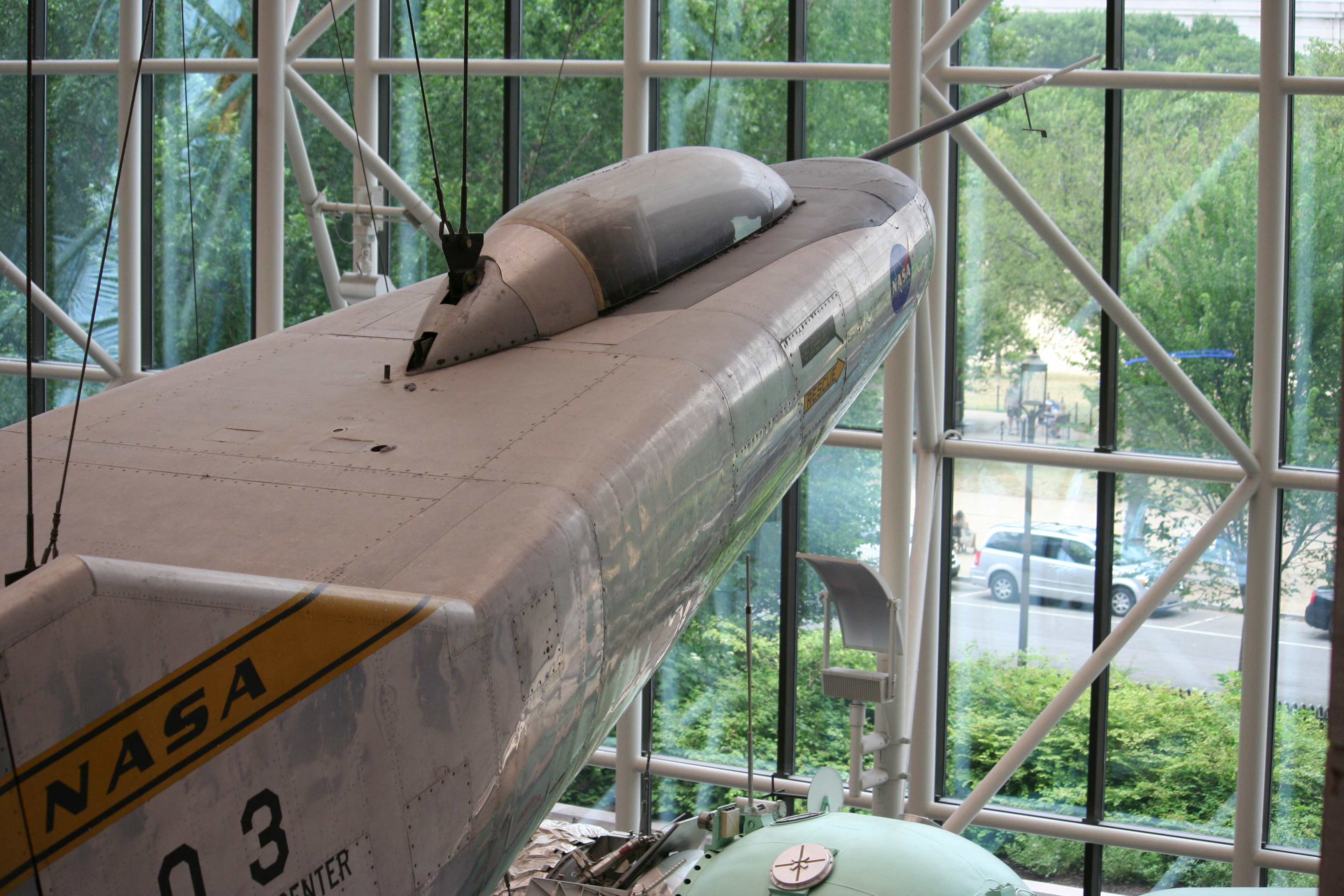
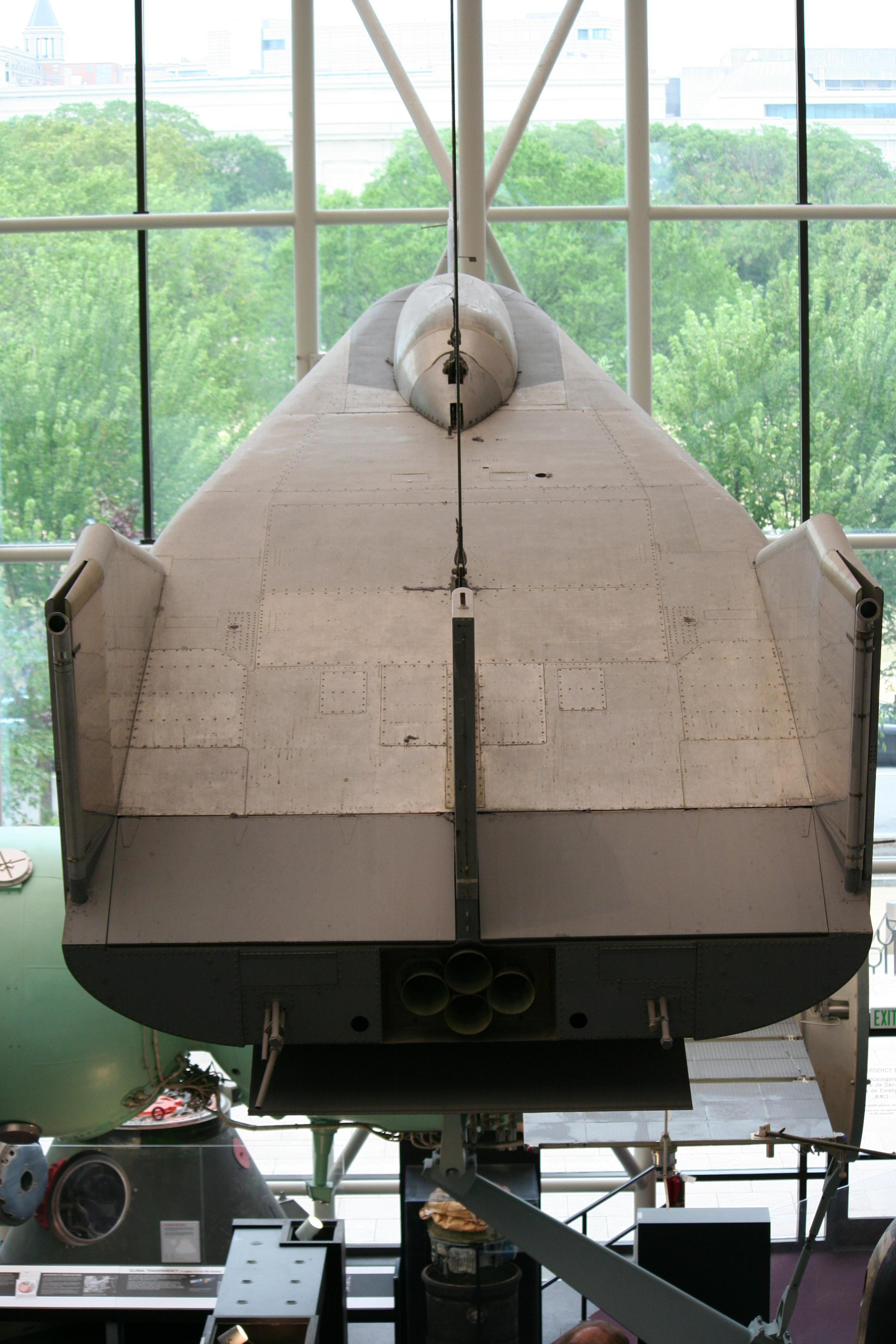
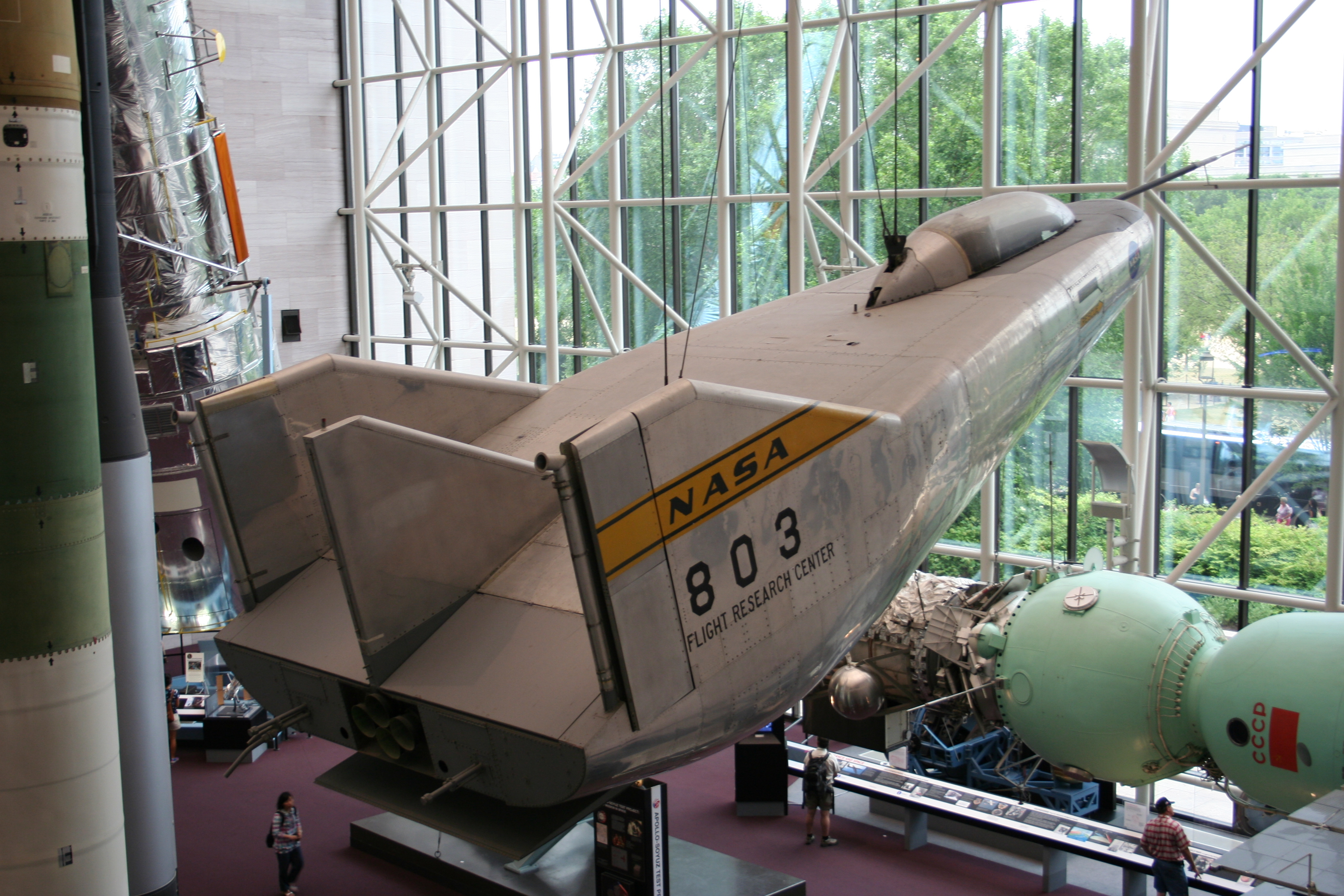
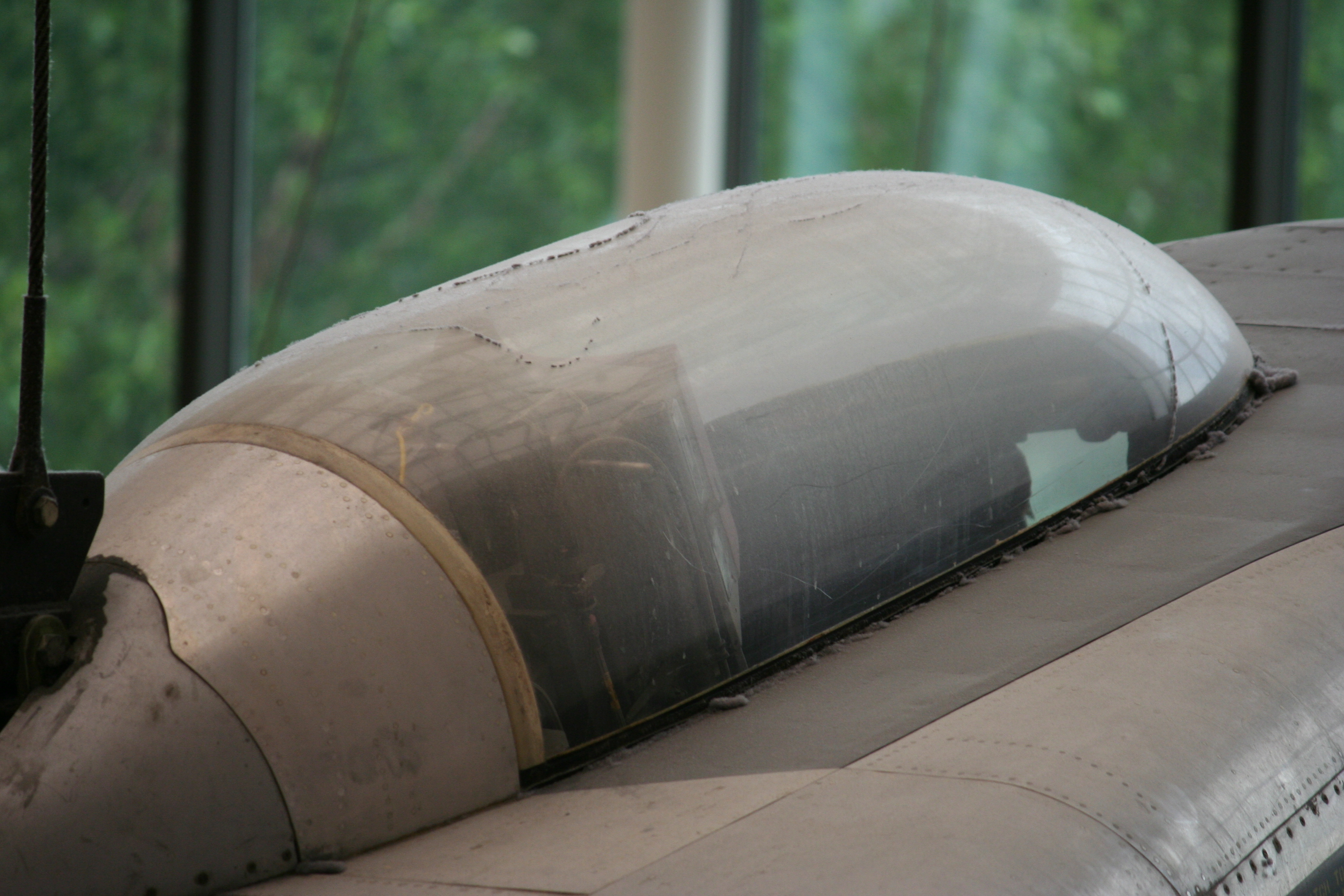